# Vùng đô thị Bangkok
Vùng đô thị Bangkok (tiếng Thái: กรุงเทพมหานครและปริมณฑล; RTGS: krung thep maha nakhon lae parimonthon) là vùng đô thị lớn nhất của Thái Lan bao gồm thủ đô Bangkok và một vài tỉnh lân cận.
Vùng đô thị Bangkok rộng tới 7.761,5 km² với dân số là 10.061.726 (tính đến 19 tháng 12 năm 2007). Sự phát triển nhanh chóng của vùng này cộng với chênh lệch về phát triển kinh tế với các vùng khác đã khiến một số lượng lớn dân ở vùng Đông Bắc di cư tới đây. 

## Diện tích và dân số

### Dân số
| Đơn vị hành chính         | Diện tích km2 | Dân số (2000Cf) | Dân số (2010Cp) | Dân số (Nưm 2011 Đã đăng ký DPA) | Dân số (Tháng 7 năm 2017 Dự án Văn phòng thống kê quốc gia) | Dân số (Tháng 12 năm 2022 Đã đăng ký DPA**) | Dân số (2022-2023) | Mật độ dân số/km2(2017 NSO) |
| ------------------------- | ------------- | --------------- | --------------- | -------------------------------- | ----------------------------------------------------------- | ------------------------------------------- | ------------------ | --------------------------- |
| Bangkok (Đô thị)          | 1.568,737     | 6.355.144       | 8.249.117       | 5.674.843                        | 8.750.600                                                   | 5.527.994                                   | 11.070.000         | 7056,63                     |
| Nonthaburi                | 622,30        | 816.614         | 1.333.623       | 1.122.627                        | 1.549.000                                                   | 1.288.637                                   | 1.001.000          | 1608,54                     |
| Samut Prakan              | 1.004,50      | 1.028.401       | 1.828.044       | 1.223.302                        | 2.089.200                                                   | 1.356.449                                   | 1.359.000          | 1352,91                     |
| Pathum Thani              | 1.525,90      | 677.649         | 1.326.617       | 1.010.898                        | 1.495.100                                                   | 1.190.060                                   | 1.190.060          | 779,90                      |
| Samut Sakhon              | 872,30        | 466.281         | 885.559         | 499.098                          | 971.200                                                     | 586.789                                     | 586.789            | 672,69                      |
| Nakhon Pathom             | 2.168,30      | 815.122         | 942.560         | 866.064                          | 1.079.400                                                   | 922.171                                     | 922.171            | 425,29                      |
| Vùng đô thị Bangkok (BMR) | 7.762         | 10.159.211      | 14.565.520      | 10.396.832                       | 15.931.300                                                  | 10.872.100                                  | !16.129.020        | 2.077,94                    |

Nguồn: 
- http://www.citypopulation.de/php/thailand-admin.php (reporting NSO.go.th Census Data, 2010 figures subject to revision.)
- http://citypopulation.de/php/thailand-prov-admin.php (reporting NSO.go.th 2017 Projections on 2010 Census data)
- https://dopa.go.th/banner_link/fileDownload/130 (Dept Provincial Affairs Dec 2016)

## Kinh tế
| Hạng | Tỉnh          | GPP (Tỉ baht) | Dân số     | GPP mỗi tỉnh (baht) |
| ---- | ------------- | ------------- | ---------- | ------------------- |
| 1    | Bangkok (BMA) | 5,746.918     | 9.063.000  | 634.109             |
| 2    | Samut Sakhon  | 440.303       | 1.087.000  | 405.187             |
| 3    | Samut Prakan  | 724.173       | 2.327.000  | 311.251             |
| 4    | Nakhon Pathom | 367.247       | 1.243.000  | 295.404             |
| 5    | Pathum Thani  | 448.596       | 1.841.000  | 243.693             |
| 6    | Nonthaburi    | 369.103       | 1.838.000  | 200.764             |
|      | BMR           | 8.096,340     | 17.399.000 | 465.334             |